# Pyrausta assutalis
Pyrausta assutalis is een vlinder uit de familie van de grasmotten (Crambidae), uit de onderfamilie van de Pyraustinae. De wetenschappelijke naam van deze soort is voor het eerst voorgesteld als Botys assutalis door Julius Lederer in een publicatie uit 1863.
De soort komt voor in Venezuela en Bolivia .